# Luiz Guimarães Ferreira
Luiz Guimarães Ferreira (Rio de Janeiro, 05 de janeiro de 1937 — São Paulo, 14 de novembro de 2021) foi um engenheiro eletrônico e físico brasileiro.

## Carreira
Cursou o secundário no Colégio Santo Inácio, formando-se em primeiro lugar. Graduou-se em engenharia eletrônica no Instituto Tecnológico de Aeronáutica (ITA) em 1959, em primeiro lugar. Por orientação dos professores Luiz V. Boffi e Sergio Porto, entrou para pós-graduação no Massachusetts Institute of Technology (MIT), tendo obtido o título de Master of Sciences (1961), e Doctor of Philosophy (1964), sob orientação do Prof. George W. Pratt Jr. Em 1966 obteve o título de Livre-docente da Faculdade de Filosofia, Ciências e Letras da Universidade de São Paulo (USP).
Na USP foi professor titular, exerceu várias funções administrativas e foi diretor do Instituto de Física (1982-1986).
Em 1990 aposentou-se da USP e foi contratado pela Universidade Estadual de Campinas (Unicamp), como professor titular do Instituto de Física.

## Produção científica e acadêmica
Luiz Guimarães Ferreira, o Guima, como era conhecido entre os colegas, foi pioneiro no uso intensivo de computadores para o entendimento de propriedades eletrônicas em materiais, especialmente estruturas eletrônicas de sólidos.
É reconhecido como um dos precursores da Física do Estado Sólido no Brasil, tendo exercido grande influência na formação da comunidade de pesquisadores na área de Estrutura Eletrônica. 
Em 1964 apresentou trabalho sobre cálculos de bandas relativísticos, na Conferência Internacional de Semicondutores em Paris, que foi publicado em 1967 no Journal of Chemistry of Solids.
Em 1970 publicou no Physical Review trabalho sobre que fases devem ser atribuídas às funções de Bloch, de maneira a obter funções de Wannier com larguras mínimas.
Em 1971, publicou no Physical Review, em colaboração com José Roberto Leite, então seu orientando de doutorado, o primeiro trabalho para cálculo de energia de ionização em átomos usando o procedimento da meia ocupação orbital no método DFT, posteriormente utilizado por J. C. Slater.
Em 1978, baseado no método bastante simples desenvolvido por Wigner e Seitz em 1937, fez uma formulação variacional em um trabalho publicado no Physical Review Letters.
Nos anos 1980 e 1990, em colaboração com A. Zunger e  S.H-Wei, teve contribuições importantes na descrição de ligas metálicas e semicondutoras. Outro exemplo, muito utilizado para descrição de sistemas desordenados, o método Special quasirandom structures, foi publicado no Physical Review Letters em 1990.
Em sua fase na Unicamp, Guimarães se aproximou da área de espalhamento de elétrons por moléculas, e orientou e coordenou alunos em teses que utilizam pseudopotenciais que conservam a norma para a descrição de alvos moleculares. Essa ideia permitiu descrever moléculas contendo qualquer elemento da tabela periódica. Isso representou uma abordagem inédita no mundo, sendo uma marca brasileira de sucesso na área.
Além de atuar intensamente na área de espalhamento, continuou sua pesquisa em Física da Matéria Condensada, colaborando principalmente com pesquisadores do ITA, no desenvolvimento do método LDA-1/2, também chamado de DFT-1/2, no qual o esquema de meia ocupação de Slater é adaptado para a utilização em sólidos.
Esse método produz excelentes resultados para os gaps de energia de semicondutores comparáveis com os resultados experimentais e os modelos mais sofisticados de correção de quasepartículas, com a grande vantagem de ter um baixo custo computacional, em termos de memória e tempo, o que possibilita a sua utilização em sistemas mais complexos.
Atualmente o método é utilizado por vários grupos no mundo, em todos os continentes e cerca de quarenta países, tendo sido implementado em cerca de dez códigos computacionais para cálculos de estrutura eletrônica de sólidos.
Seu último trabalho, publicado no The European Physical Journal D, foi sobre a proposta de um potencial modelo para cálculo de seção de choque total de ionização de átomos e moléculas por impacto de elétrons.
Guimarães foi autor de cerca de 100 publicações internacionais em periódicos arbitrados, e foi membro titular da Academia Brasileira de Ciências.
Orientou dezenas de estudantes, mestres e doutores, entre eles vários pesquisadores de relevância nacional, como o Prof. José Roberto Leite, com quem desenvolveu o Método Celular Variacional para cálculo da estrutura eletrônica de moléculas e sólidos.

## Vida pessoal
Guimarães casou-se em 1960 com Maria da Gloria Leitão da Cunha França, com quem teve sete filhos, Nelson (1961), Pedro (1963), Regina (1964), Ligia (1966), Marcos (1968), Luiz e Lucas (1973), o último falecido em 20 de janeiro daquele ano; doze netos e duas bisnetas.
Tinha parentesco por parte de mãe com o sociólogo e crítico literário Antonio Candido de Mello e Souza, o advogado Dario de Almeida Magalhães, e o futebolista e primeiro goleiro da seleção brasileira Marcos Carneiro de Mendonça.
Faleceu em 14 de novembro de 2021, em São Paulo, devido a um acidente.